# Gabriel Sulpicy
Gabriel Sulpicy est un homme politique français né le 27 avril 1765 à Saint-Yrieix (Haute-Vienne) et décédé le 6 novembre 1841 à Barèges (Hautes-Pyrénées).
Médecin, maire de Saint-Yrieix, il est député de la Haute-Vienne pendant les Cent-Jours et de 1831 à 1834, siégeant dans l'opposition.

## Sources
- « Gabriel Sulpicy », dans Adolphe Robert et Gaston Cougny, Dictionnaire des parlementaires français, Edgar Bourloton, 1889-1891 [détail de l’édition]